# Ngouri
Ngouri est une ville du Tchad. Elle est le chef-lieu du département du Wayi (Sud-Kanem historique) dans la région du Lac.

## Histoire
Elle est fondée par les ancêtres des migrants Badé en route vers le Bornou et l’ancêtre de Bariw Anna Kory. Ils ont été rejoints par trois autres clans lanciers dont deux Kanembous (Roudow et Kankou), fuyant les agressions de Senoussistes du Nord Kanem et 1 clan archer (Ayrou). Enfin, l'ancetre du clan archer Darka est venu de Bari pour se rejoindre a ce groupe pour former le groupe d'authodefense de Ngouri qui a défendu son indépendance vis a vis du Ouaddai et des Fezzan jusqu'à l'arrivée de la colonisation.
À l'arrivée de la colonisation et après l'annexion du Ouddai par les colons, les guerriers de Ngouri ont annexé Bahr El Ghazel et Dagana pour créer la ville de Moussoro et de Massakory.

## Économie
Modèle:La ville de Ngouri est à présent une ville où les échanges se font de plus en plus lors du marché hebdomadaire,c'est une économie primitive